# Тамили
Тамилите са народ в южна Азия населяващи предимно Тамил Илам (Шри Ланка) и Тамил Наду (Индия). Говорят на тамилски език.

## История
Първите тамилски държави датират още от 3 век пр.н.е. Династиите Чера, Чола, Пандя и Палави. Земеделието (ориз, памук, чай) и морската търговия са основните занаяти през древността. Съществуват данни, че тамилските търговци са търгували и с Древен Рим. Голямо количество римски монети са открити при разкопки в Карур и Арикамеду.
Разцветът на тамилите достига през 10 – 12 век при династията Чола, която основава общирна империя, заемаща цяла южна Индия, Шри Ланка и големи части от Тайланд, Мианмар, Камбоджа, Лаос и Индонезия.
От края на 18 век се установява британско управление над всички тамилски територии. Британците изпращат много тамили като наемни работници в отдалечени части на Британската империя като Южна Африка, Фиджи, Мавриций и Малака. И днес в тези страни има голямо тамилско малцинство.

## Култура
Около 88% от тамилите са индуисти. Християните (преобладаващо католици) и мюсюлманите са съответно 5,5% и 6%. Мнозинството от тамилите говори на тамилски език, вторият по популярност роден език сред тях е урду.
Бойните тамилски изкуства са широко разпространени в южна Индия и тамилските емигрантски общности, като най-популярното сред тях е силамбам.

## Известни тамили
- Вишванатан Ананд – шахматист
- Венката Раман – физик
- Субраманиан Чандрасекар – физик
- M.I.A. – британска певица с тамилски корени
- Абдул Калам – 11-ият президент на Индия
- Индра Ноуи – изпълнителен директор на Пепси
- Наванетем Пилай – върховен комисар на ООН за правата на човека